# Slavko Krajnc (teolog)
Slavko Krajnc,  slovenski rimskokatoliški duhovnik, teolog, filozof in pedagog, * 1960.

## Študij
Leta 1993 je na papeški univerzi Sant'Anselmo v Rimu doktoriral iz liturgike.

## Kariera
Slavko Krajnc predava na Teološki fakulteti v Ljubljani in Mariboru. Je predstojnik katedre za liturgiko. Poleg zaposlitev na Teološki fakulteti opravlja dela in naloge župnika župnije Prihova.

### Nazivi
- redni profesor za liturgiko (2015)
- izredni profesor za liturgiko (1999)
- asistent (1997)
- predavatelj (1995)